# Álvaro Gestido
Artikeln följer den spanska namnseden; faderns efternamn är Gestido och moderns efternamn Pose.
José Álvaro Pelegrín Gestido Pose, född 17 maj 1907, död 18 januari 1957, var en uruguayansk fotbollsspelare. 
Gestido debuterade i Uruguays herrlandslag i fotboll den 14 juli 1927, och spelade sin sista landskamp de 15 augusti 1940. 
Han deltog i Uruguays vinst i världsmästerskapet i fotboll 1930. Under sina 13 år i landslaget lyckades han även vinna ett guld i fotboll vid olympiska sommarspelen 1928.